# Adjudin

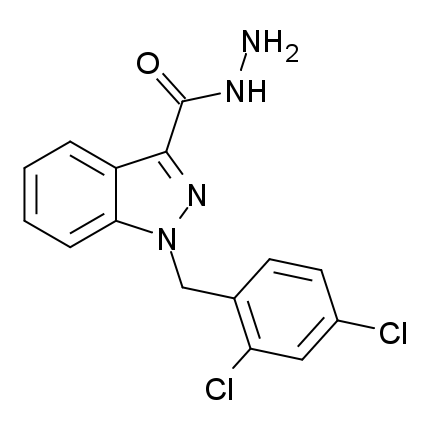
La dosis oral eficaz para la anticoncepción es tan alta que se han producido efectos secundarios en los músculos y el hígado. Sin embargo, este problema puede resolverse si se acopla una molécula de adjudin a una forma mutante de la hormona estimulante del folículo

Adjudin (AF - 2364), también conocido como 1 - (2,4 - diclorobenzyl) - 1H - indazole - 3 - carbohidracida, es un análogo de la lonidamina, un ácido carboxílico indazole.

## Antecedentes
Robert Finn en la revista bimensual Ob.Gyn.News ( mayo de 2007), sobre la presentación "El futuro de la anticoncepción: ¿Qué desarrollos están en curso?" Por la enfermera y partera Sharon Schnare el 8 de marzo, de 2007 en la Conferencia y foros contemporáneos sobre tecnología de anticoncepción en San Francisco, "el Adjudin se encuentra actualmente en fase II de ensayos con seres humanos".

## Principio activo
Tal como se observó en ratas macho adultas, el agente induce la pérdida reversible de células germinales del epitelio seminífero al perturbar la función de adhesión celular entre las células germinales y las Sertoli. El adjudin debilita la adhesión entre la célula de Sertoli y el esperma en  lo que conduce a un abatimiento y pérdida del esperma. Dado que no afecta la espermatogenia, entonces la pérdida de la fertilidad es reversible. Durante los experimentos los niveles hormonales (FSH, LH, testosterona) permanecieron inalterados durante la administración, y la espermatogénesis normal regresó en el 95% de los túbulos de ratas en un plazo de 210 días después de que la droga se había suspendido.

## Efectos secundarios
La dosis oral eficaz para la anticoncepción es tan alta que se han producido efectos secundarios en los músculos y el hígado. Este problema puede ser resuelto si se acopla una molécula de Adjudin a una forma mutante de la hormona estimulante del folículo. El FSH mutante es modificado de forma tal que ya no se induce la producción de inhibina B, pero los receptores de FSH contenidos por la membrana en las células de Sertoli aún se unen a él, entregando el Adjudin directamente a las células objetivo.